# Karlie Kloss
Karlie Elizabeth Kloss (Chicago (Illinois), 3 augustus 1992) is een Amerikaans model. Van 2011 tot 2015 was ze een van de Victoria's Secret Angels.

## Biografie
Kloss werd in 1992 in Chicago (Illinois) geboren als tweede kind in een gezin van vier kinderen. Ze heeft een oudere zus en twee jongere zusjes (een tweeling). Toen ze twee jaar oud was, verhuisde het gezin naar Saint Louis (Missouri). Voordat de jonge Karlie Kloss op dertienjarige leeftijd ontdekt werd als model, kreeg ze les op de prestigieuze Caston's Ballet Acadamie in Saint Louis. Naar eigen zeggen hebben deze balletlessen de basis gelegd voor haar latere modellencarrière. In 2006 werd Kloss ontdekt als model op een lokale modeshow voor een goed doel.
Ze kreeg een contract bij Elite Model. Dit modellenbureau bracht haar naar New York nadat Elite NY enthousiast was geworden van een grote fotoreportage (12 pagina's) in een magazine. Een van haar eerste modellenklussen was voor het merk Abercrombie kids. In januari 2008 verliet ze Elite Model en tekende ze bij NEXT Model Management. Al gauw liep ze modeshows voor grote modeontwerpers als Marc Jacobs en Carolina Herrera in New York, Milaan en Parijs. Na vier jaar verliet ze ook NEXT Model Management en werd ze ondergebracht bij IMG Models.
Kloss' familie verhuisde in 2011 naar Goshen (New York) om dichter bij hun dochter en zus te zijn en haar te steunen waar nodig.
Ze heeft op de catwalk gelopen voor vele bekende modeontwerpers en modehuizen (naast Marc Jacobs ook voor onder meer Calvin Klein, Karl Lagerfeld, Gucci, Valentino, Louis Vuitton en Versace) alsook reclamecampagnes gedaan voor grote namen (Jean Paul Gaultier, Donna Karan, Dior, Nina Ricci, Alexander McQueen, Yves Saint Laurent, Elie Saab, Dolce & Gabbana, enzovoorts).
In 2012 stond Kloss onder meer op de cover van Vogue UK. Een jaar later werd ze een van de Victoria's Secret Angels. Gedurende 2013 stond Kloss lange tijd op nummer één van de Models.com top 50 lijst. In 2014 was ze gezakt naar nummer 7. In 2013 waren haar belangrijkste opdrachtgevers Donna Karan, Lanvin, Lacoste, Neiman Marcus, Louis Vuitton Jean Paul Gaultier, IRO, Coach en Animale. Daarnaast had ze haar contract als Victoria's Secret Angel. Bovendien had Kloss een eigen jeans-collectie in samenwerking met FRAME denim. Daarnaast stond ze op negentien covers. In 2014 waren haar opdrachtgevers grotendeels hetzelfde. Haar laatste cover dateert van juli 2014, voor de Braziliaanse Vogue, waardoor het aantal van covers 10 werd in 2014. Begin 2015 stopte Kloss met haar werk bij het lingeriemerk Victoria's Secret.
In de industrie staat Kloss bekend als 'The Panther', vanwege haar distinctieve manier van lopen.

## Privé
Kloss huwde in 2018 met Joshua Kushner, de jongere broer van Jared Kushner. Samen hebben ze twee kinderen.